# Ω-9脂肪酸
ω-9脂肪酸（オメガ-ナイン しぼうさん、ω−9 fatty acids、Omega-9）または、n−9脂肪酸（n−9 fatty acids）は、不飽和脂肪酸の分類の一つで、一般に炭素-炭素二重結合がω-9位（脂肪酸のメチル末端から9番目の結合の意味）にあるものを指す。

## 背景
いくつかのω-9脂肪酸は、動物性脂肪と植物油の一般的な構成要素である。次の2種のω-9脂肪酸は産業において重要である。
- オレイン酸(18:1, n−9)、オリーブ油と一価不飽和脂肪の主な構成要素。
- エルカ酸(22:1, n−9)、アブラナの種、エリシマムの種、カラシの種子で見られる。エルカ酸の含有量が多いナタネ油は、エルカ酸が心臓病の発症リスクを高め、ナタネ油に多価不飽和脂肪酸が豊富に含まれているため乾性油として絵画やコーティング剤に使われたり、バイオ燃料として商用的に栽培されている。

ω-3、ω-6脂肪酸と異なりω-9脂肪酸は、必須脂肪酸には分類されない。これはω-9脂肪酸が植物及び微生物のみならずヒトを含めた動物の体内で飽和脂肪酸である18:0のステアリン酸から合成できるためである。ω-9脂肪酸は、n-6二重結合が無いためエイコサノイドを形成する反応に参加することができない。
植物、微生物、ヒトを含めた動物の体内では、脂肪酸シンターゼによってアセチルCoAとマロニルCoAから直鎖の飽和脂肪酸が作られる。順次アセチルCoAが追加合成されるので原則脂肪酸は偶数の炭素数となる。体内で余剰の糖質、タンパク質等が存在するとアセチルCoAを経て、飽和脂肪酸の合成が進む。脂肪酸合成が炭素数18（ステアリン酸）に達すると、体内でステアロイルCoA 9-デサチュラーゼ（Δ9-脂肪酸デサチュラーゼ）によりステアリン酸のw9位に二重結合が生成されてω-9脂肪酸の一価不飽和脂肪酸であるオレイン酸が生成される。例えば豚の体脂肪であるラードや牛の体脂肪であるヘットにはオレイン酸が全脂肪中50%近く含まれている。母乳の全脂肪中の1/3がオレイン酸で占められている。
このオレイン酸から、植物や微生物中で、ω6位に二重結合を作るΔ12-脂肪酸デサチュラーゼ によりオレイン酸の二重結合が一個増えてω-6脂肪酸であるリノール酸が生成され、ついでω3位に二重結合を作るΔ15-脂肪酸デサチュラーゼ によりリノール酸の二重結合が更に一個増えてω-3脂肪酸であるα-リノレン酸が生成される。ヒトを含めた動物の体内にはリノール酸もα-リノレン酸も作る酵素が存在しないので、これらの不飽和脂肪酸を必須脂肪酸として摂取しなければならない。
必須脂肪酸の欠乏の過酷な条件下では、哺乳類はオレイン酸を伸長・非飽和にし、ミード酸(20:3, n−9)を作る。また、菜食主義者においても狭い範囲で起こる。

## ω-9脂肪酸の一覧
| 慣用名       | 数値表現   | 組織名                    |
| ------------ | ---------- | ------------------------- |
| オレイン酸   | 18:1 (n−9) | 9-オクタデセン酸          |
| エイコセン酸 | 20:1 (n−9) | 11-エイコセン酸           |
| ミード酸     | 20:3 (n−9) | 5,8,11-エイコサトリエン酸 |
| エルカ酸     | 22:1 (n−9) | 13-ドコセン酸             |
| ネルボン酸   | 24:1 (n−9) | 15-テトラコセン酸         |